# Erzbistum Gulu
Das Erzbistum Gulu (lateinisch Archidioecesis Guluensis) ist ein in Uganda gelegenes Metropolitanbistum der römisch-katholischen Kirche mit Sitz in Gulu.

## Geschichte
Vorläufer der heutigen Diözese ist die Apostolische Präfektur Nilo Equatoriale, die am 12. Juni 1923 durch Papst Pius XI. aus der Präfektur Bahr el-Ghazal gegründet wurde. Am 10. Dezember 1934 erfolgte die Erhebung zu einem Apostolischen Vikariat; am 1. Dezember 1950 die Umfirmierung zum Apostolischen Vikariat Gulu. Am 25. März 1953 wurde durch Papst Pius XII. das Bistum Gulu gebildet; erster Bischof war Antonio Vignato MCCJ. Es folgten die  Suffraganbistümer Arua (1958), Lira (1965) und Nebbi (1968). Papst Johannes Paul II. erhob das Bistum am 2. Januar 1999 zum heutigen Erzbistum Gulu. Erster Erzbischof war Martin Luluga.

## Ordinarien
- Antonio Vignato MCCJ (1923–1934)
- Angelo Negri MCCJ (1934–1949)
- Giovanni Battista Cesana MCCJ (1950–1968)
- Cipriano Biyehima Kihangire (1968–1988)
- Martin Luluga (1990–1999), dann Bischof von Nebbi
- John Baptist Odama (1999–2024)
- Raphael p’Mony Wokorach MCCJ (seit 2024)

## Bauwerke
- St. Joseph’s Cathedral in Gulu